# S-520ロケット
S-520ロケットは宇宙科学研究所（現在はJAXAの内部組織）の開発した観測用の単段式固体燃料ロケットである。Sは単段を（2段式ではSS-520になる）、520は直径が520mmであることを表す。

## 概要
制式観測機として主に利用されていたK-9Mを置き換える目的で計画された。単段式観測ロケットS-500として南極での利用も考慮され計画された。その計画を基に直径が520mmに変更され、開発されたのがS-520ロケットである。26機のうち23機が内之浦宇宙空間観測所から、3機がノルウェーのアンドーヤロケット発射場から打ち上げられた。派生型に第2段を付加したSS-520がある。

## 技術的特徴
単段式になったことで組立及び発射時の作業性向上がなされた。単段式にもかかわらずK-9Mの2倍の打ち上げ能力を実現している。

### 推進系
ミューロケットの第1段と同じ直填式の高性能ブタジエン系コンポジット推進薬を採用したほか、S-310同様の2段型最適推力プログラムの採用によって、ペリメーターの大きい前部クローバー型断面部が飛翔初期の高推力レベルを、後部円筒型断面部が後期の低推力レベルを補償する設計となっている。ノズル開口比を8と比較的大きくとることで実効比推力の向上も図られた。

### 構造系
モータケース材料に当初は超高張力鋼HT-140が用いられていたが、23号機以降はS-310と同様にクロムモリブデン鋼が用いられている。尾翼は前縁がチタン合金、平行部はアルミハニカムをコアとしたGFRP/CFRPの積層を表板とするサンドイッチ構造が採用されており、軽量で耐熱性を有した構造となっている。科学観測機器がCFRP製のノーズフェアリング内に収納され、基本計器が底部の平行部に収納される。オプションとして基本計器とモータの間に姿勢制御モジュールや回収モジュールを搭載することが可能である。

## 派生型

### 拡張系

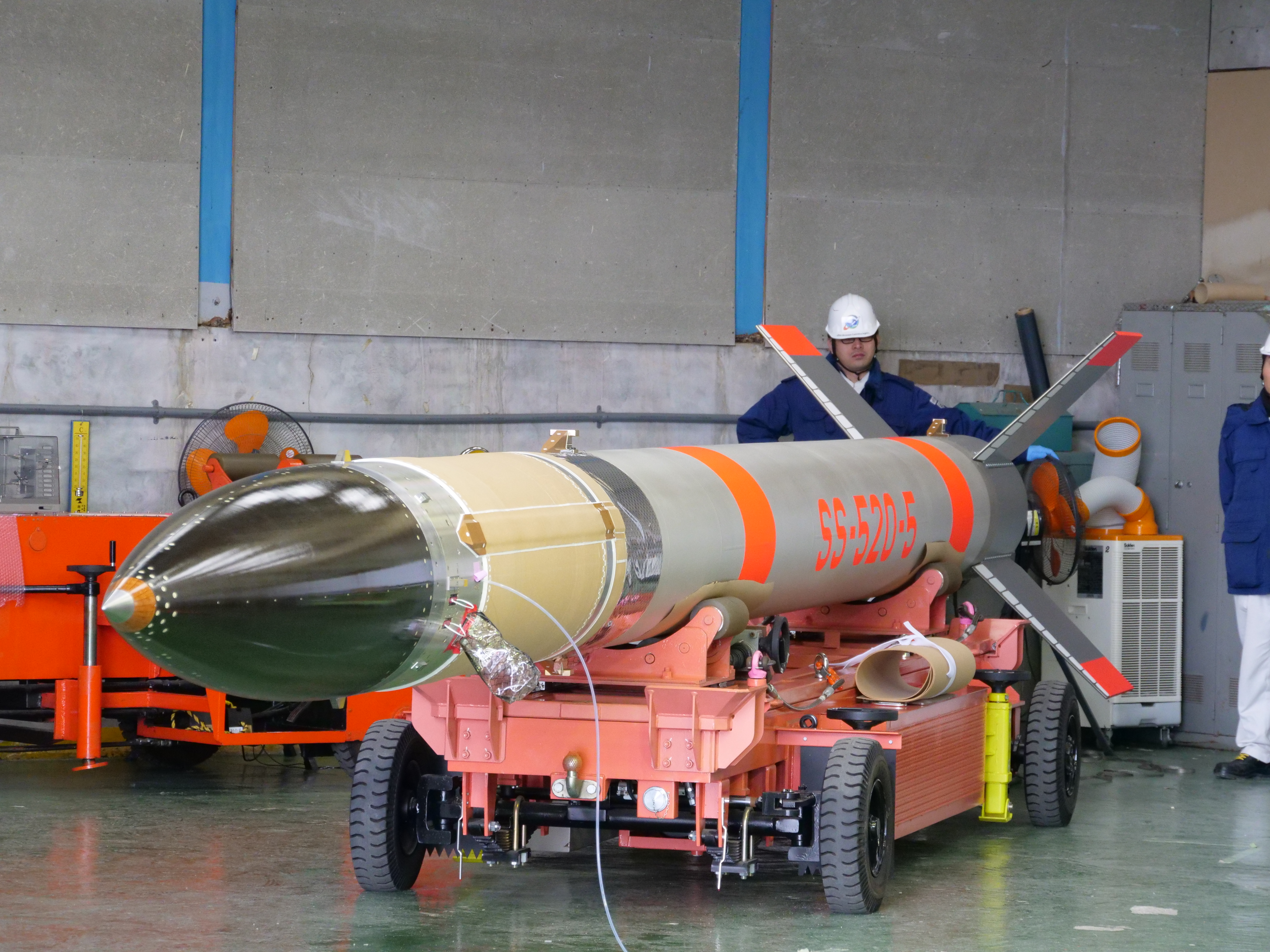
SS-520

- SS-520
2段構成への拡張であり、1998年に初打ち上げ。開発当初より、3段を追加することで人工衛星の打ち上げも可能であると考察されてきたが、5号機により2018年に実証された。

### 計画
以下はいずれも計画段階として存在したもの。実現したSS-520及びそれによる人工衛星打上げとは相違点がある（ブースター追加案はいずれもその投棄の問題から実施には至っていない）。
- NS-520
S-520にブースターを追加して高高度に到達する計画[2][3]。
- NL-520
S-520にブースターと上段を追加して高度250kmの軌道に20kgの人工衛星を打ち上げる計画[4][5][2]。
- AL-520
NL-520を空中発射仕様にする計画[2][4]。

## 機体諸元

### S-500(計画)

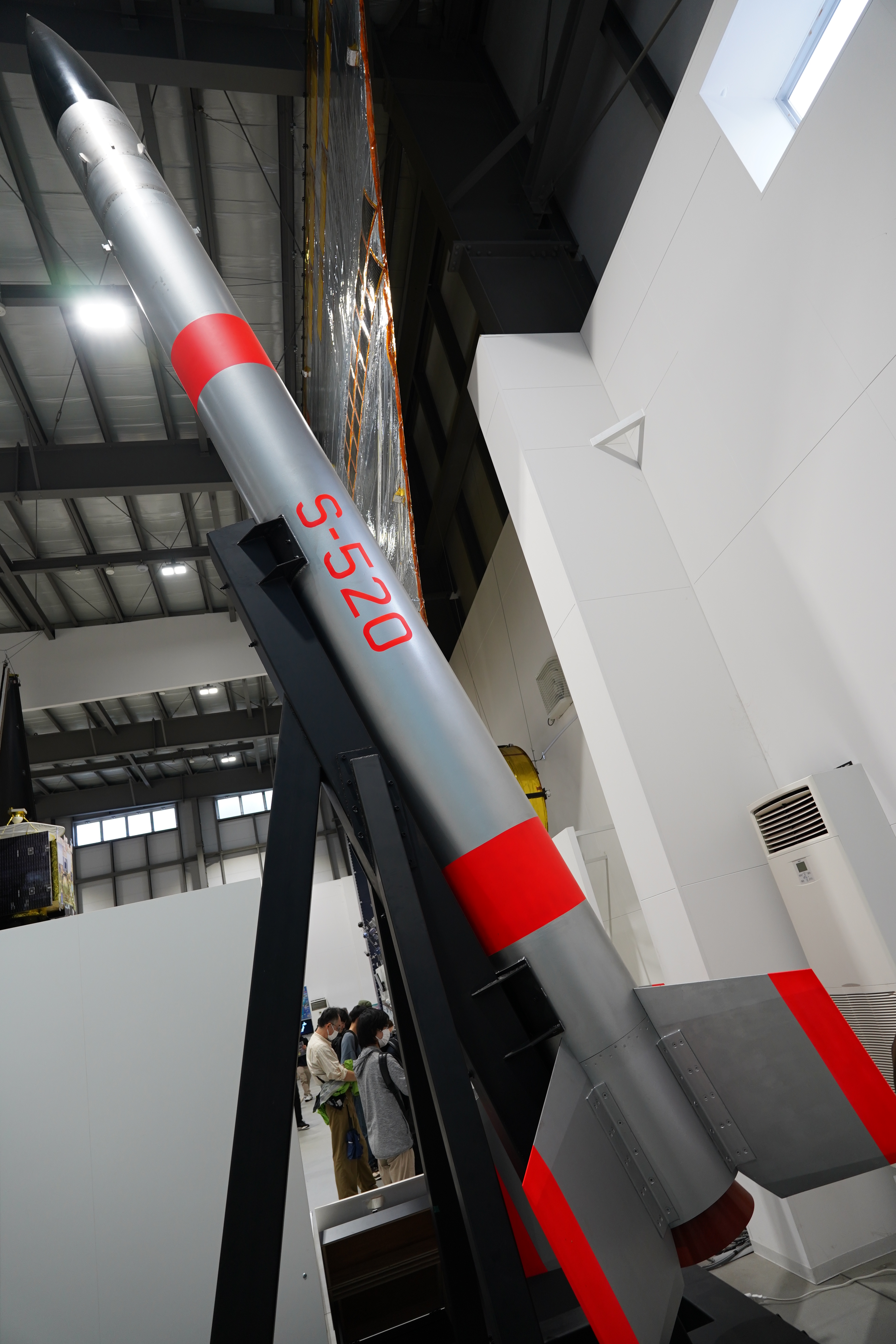
S-520の模型

- 全長：7.8m
- 直径：500mm
- 全備重量：2.1t
- 到達高度：350/250km
- ペイロード：200/350kg

### S-520
- 全長：8.0m
- 直径：520mm
- 全備重量：2.1t
- 到達高度：430/350km
- ペイロード：95/150kg
- 真空最大推力：18.9tf
- 真空平均推力：14.6tf
- 真空比推力：264.8秒
  - 出典[6]

## ミッション一覧
| 通番           | 打ち上げ日時(JST)          | 打ち上げ場所 | 到達高度 | 実験内容, 備考                                                                                         |
| -------------- | -------------------------- | ------------ | -------- | --- |
| S-520-1        | 1980年1月18日15時20分      | 内之浦       | 329km    | |
| S-520-2        | 1981年1月29日16時00分      | 内之浦       | 323km    | |
| S-520-4        | 1981年9月5日10時00分       | 内之浦       | 224km    | 中間紫外大気散乱光観測によるオゾン密度測定、ペイロード回収試験                                         |
| S-520-3        | 1982年2月14日19時50分      | 内之浦       | 266km    | 超流動ヘリウムの微小重力実験                                                                           |
| S-520-5        | 1982年9月6日11時00分       | 内之浦       | 237km    | 紫外線望遠鏡による太陽観測                                                                             |
| S-520-6        | 1983年8月29日10時00分      | 内之浦       | 238km    | 大出力のマイクロ波放射によって電離層で引き起こされる現象の観測                                         |
| S-520-7        | 1985年2月11日19時30分      | 内之浦       | 362km    | スポラディックE層熱的電子のエネルギー分布観測                                                          |
| S-520-9        | 1987年1月15日17時10分      | 内之浦       | 365km    | 電離層の電場観測                                                                                       |
| S-520-8        | 1987年2月22日01時15分      | 内之浦       | 286km    | 極端紫外線望遠鏡による天体観測                                                                         |
| S-520-10       | 1989年9月5日01時30分       | 内之浦       | 288km    | 宇宙背景放射の観測、S-520IXモータの採用                                                                |
| S-520-11       | 1990年2月22日01時00分      | 内之浦       | 317km    | 近赤外放射の分光観測、光ファイバージャイロの搭載試験 新型推薬と軽量化尾翼の採用                        |
| S-520-12 (A-1) | 1990年2月26日11時06分      | アンドーヤ   | 369km    | 脈動型オーロラの観測                                                                                   |
| S-520-13       | 1991年2月16日22時00分      | 内之浦       | 337km    | 極端紫外線望遠鏡による変光星ふたご座U星の観測                                                          |
| S-520-14 (A-2) | 1991年2月18日13時28分      | アンドーヤ   | 353km    | オーロラの観測                                                                                         |
| S-520-15       | 1992年2月1日01時00分       | 内之浦       | 338km    | 宇宙赤外線観測装置による天体観測                                                                       |
| S-520-16       | 1993年2月18日16時00分      | 内之浦       | 272km    | 宇宙空間でのマイクロ波送受電実験、超音速でのパラシュート開傘実験                                       |
| S-520-21 (A-3) | 1994年12月2日05時39分      | アンドーヤ   | 344km    | オーロラアーク生成機構の観測                                                                           |
| S-520-17       | 1995年1月23日21時30分      | 内之浦       | 346km    | 宇宙塵の分布と特性の0.3Kボロメータによる精密観測                                                       |
| S-520-19       | 1995年1月29日01時00分      | 内之浦       | 330km    | 紫外線・極端紫外線による天体観測、PLANET-B用ISAの性能試験 微小重力下での合金の相分離現象の実験         |
| S-520-20       | 1995年9月17日16時30分      | 内之浦       | 不明     | ベネトレータの分離・投下シミュレーション実験 打ち上げ後25秒に通信不能                                  |
| S-520-18       | 1997年1月30日16時30分      | 内之浦       | 310km    | シーケンスシミュレートによるLUNAR-A方式ペネトレータの試験                                              |
| S-520-22       | 1998年1月31日13時30分      | 内之浦       | 270km    | ドップラー望遠鏡による太陽表面でのエネルギーの輸送とコロナ加熱の観測                                   |
| S-520-23       | 2007年9月2日19時20分       | 内之浦       | 279km    | 中性・電離大気観測（宇宙花火）と気象・海洋現象の多波長撮影 チャンバ素材の変更                          |
| S-520-24       | 2008年8月2日17時30分       | 内之浦       | 293km    | ファセット結晶成長実験及びダイヤモンド合成実験                                                         |
| S-520-25       | 2010年8月31日05時00分      | 内之浦       | 309km    | エレクトロダイナミックテザーの基礎実験、テザーを用いたロボットの姿勢制御実験                           |
| S-520-26       | 2012年1月12日05時51分00秒  | 内之浦       | 298km    | 熱圏中性大気とプラズマの結合過程解明、 統合型搭載機体管制装置(統合型アビオニクス)の飛翔試験。          |
| S-520-27       | 2013年7月20日23時57分00秒  | 内之浦       | 316km    | 同日23時00分00秒に打ち上げられたS-310-42号機と併せて、高度70-300kmにわたる希薄な超高層大気の観測研究。 |
| S-520-28       | 2012年12月17日16時00分00秒 | 内之浦       | 312km    | 微小重力環境を利用した均質核形成実験。                                                                 |
| S-520-29       | 2014年8月17日19時10分00秒  | 内之浦       | 243km    | スポラディックE層空間構造の立体観測。                                                                  |
| S-520-30       | 2015年9月11日20時00分00秒  | 内之浦       | 312km    | 酸化物系宇宙ダストの核生成過程の解明。                                                                 |
| S-520-31       | 2021年7月27日05時30分00秒  | 内之浦       | 235km    | 深宇宙探査用デトネーションエンジンシステム実証実験。                                                   |
| S-520-RD1      | 2022年7月24日05時00分00秒  | 内之浦       | 168km    | 極超音速飛行に向けた、流体・燃焼の基盤的研究。                                                         |
| S-520-32       | 2022年8月12日23時20分00秒  | 内之浦       | 279Km    | 電離圏擾乱発生時の電子密度鉛直・水平構造観測                                                           |
| S-520-33       | 2023年12月2日16時00分00秒  | 内之浦       | 304Km    | 先進的宇宙工学技術の実証実験                                                                           |
| S-520-34       | 2024年11月14日11時30分00秒 | 内之浦       | 217Km    | 液体推進剤回転デトネーションエンジンシステム飛行実証実験                                               |